# Il diavolo e il buon Dio
Il diavolo e il buon Dio (in francese Le Diable et le Bon Dieu) è un'opera teatrale del 1951 prodotta dal filosofo francese Jean-Paul Sartre e messa in scena per la prima volta al Théâtre Antoine il 7 giugno 1951 per la regia di Louis Jouvet. Gli interpreti erano: Pierre Brasseur (Gœtz), Jean Vilar (Heinrich), Henri Nassiet (Nasty), Jean Toulout (Tetzel), René-Jacques Chauffard (Karl), Maria Cesarès (Hilda), Marie-Olivier (Catherine), Maurice Dorléac (Banchiere).
La prima italiana fu l'8 dicembre 1962, Teatro Stabile di Genova, per la regia di Luigi Squarzina e per interpreti Alberto Lionello, Camillo Milli, Lucilla Morlacchi e Olga Villi.
La centralità del testo riguarda le scelte morali dei suoi personaggi nel bel mezzo della rivoluzione in atto, il signore della guerra Gœtz (un vago riferimento a Götz von Berlichingen), l'appartenente al clero Heinrich, il capo "comunista" Nasti e altri durante la guerra dei contadini tedeschi del 1524-25. Il primo atto segue la trasformazione di Gœtz dal feroce criminale di guerra che è all'inizio ad una persona "buona" portatrice di azioni nobili, come durante un assedio della città di Worms in cui decide di non massacrare i suoi cittadini.
Dall'opera teatrale è stato tratto un film per la tv omonimo nel 1982, per la regia di Luigi Perelli e con Bruno Cirino, Calogero Butta e Tiziana Bergamaschi.

## Edizioni italiane
- Il diavolo e il buon Dio. Dramma in tre atti e undici quadri, trad. di Giacomo Debenedetti, ridotta da Giacomo Debenedetti e Luigi Squarzina, in "Il dramma", XXXIX, 316, gennaio 1963, pp. 12-46.
- Il diavolo e il buon Dio, trad. di Felice Dessì, introduzione di Paolo Caruso, Milano: Mondadori, 1976 ISBN 88-04-48038-6.